# Trombofili
Trombofili är ett sjukligt tillstånd när blodet koagulerar alltför lätt, och kallas också hyperkoagulabilitet. Trombofili ökar risken för blodproppar och embolier. Det kan betraktas som en motsats till blödarsjuka, där koagulationen är nedsatt.
Trombofili kan vara medfödd eller förvärvad, och bero på en mängd olika sjukdomar som ökar hastigheten på blodkoagulationen. Sjukdomar i bildningen av koagulationsproteiner (bland annat antitrombin III, och protein S och protein C) kan orsaka tillståndet, liksom problem med immunsystemet såsom vissa antikroppar och SLE, samt en mutation som kallas faktor V Leiden. 
Det första symtomet på trombofili är som regel en blodpropp. Innan detta händer är tillståndet inte symtomgivande. Det blir då möjligt att testa om man har trombofili och sätta in medicin som sänker blodets koagulationsförmåga.